# Pennsylvania Route 44
Pennsylvania Route 44 (PA 44) ist eine 240 km lange State Route im US-Bundesstaat Pennsylvania. Die Strecke führt von der Kreuzung mit der Interstate 80 und der Pennsylvania Route 42 in Buckhorn zur Grenze zwischen Pennsylvania und New York in der Nähe der New York State Route 417 in der Ceres Township.
Die 1927 vom Pennsylvania Department of Highways in Dienst gestellte PA 44 führte ursprünglich von den Staatsgrenze zu New York nach Jersey Shore. Heute führt die Strecke als malerische Straße vom Union County ins Potter County.

## Streckenbeschreibung

### Columbia County und Montour County
PA 44 beginnt im Weiler Buckhorn, an der Kreuzung mit der Pennsylvania Route 42 am Exit 232 der Interstate 80. Von dort aus führt der Highway als Buckhorn Road nach Nordosten durch die Appalachen. In Jerseytown kreuzt die Strecke Pennsylvania Route 642 und Pennsylvania Route 254. Außerhalb des Ortes biegt PA 44 als White Hall Road nach Westen.
Die Strecke führt durch die Muncy Hills und erreicht das Montour County. Von Schuyler bis Turbotville, verläuft Route 44 konkurrierend mit Pennsylvania Route 54 als Continental Boulevard.

### Northumberland County und Union County
PA 44 gelangt in das Northumberland County und führt in südwestlicher Richtung durch die weitgehend flachen und landwirtschaftlich genutzten Bereich des Countys. Im Dorf Mcewensville, kurz östlich der Unterführung der Interstate 180 quert Route 44 die Main Street, den historischen Susquehanna Trail und einstigen U.S. Highway 111. Von Watsontown bis Dewart verläuft die Strecke gemeinsam mit der Pennsylvania Route 405. In Dewart wendet sich PA 44 westwärts un überquert den West Branch Susquehanna River als Bridge Avenue.
Westlich der Brücke ist PA 44 bis zu der Kreuzung mit der Pennsylvania Route 144 im Potter County als malerische Strecke ausgewiesen. Nach der Brücke kreuzt die Strecke in der zum Union County gehörenden Ortschaft Allenwood U.S. Highway 15. Westlich des Weilers verläuft PA 44 großteils an den Ufern des White Deer Hole Creek im White Deer Valley nach Westen.

### Clinton County und Lycoming County

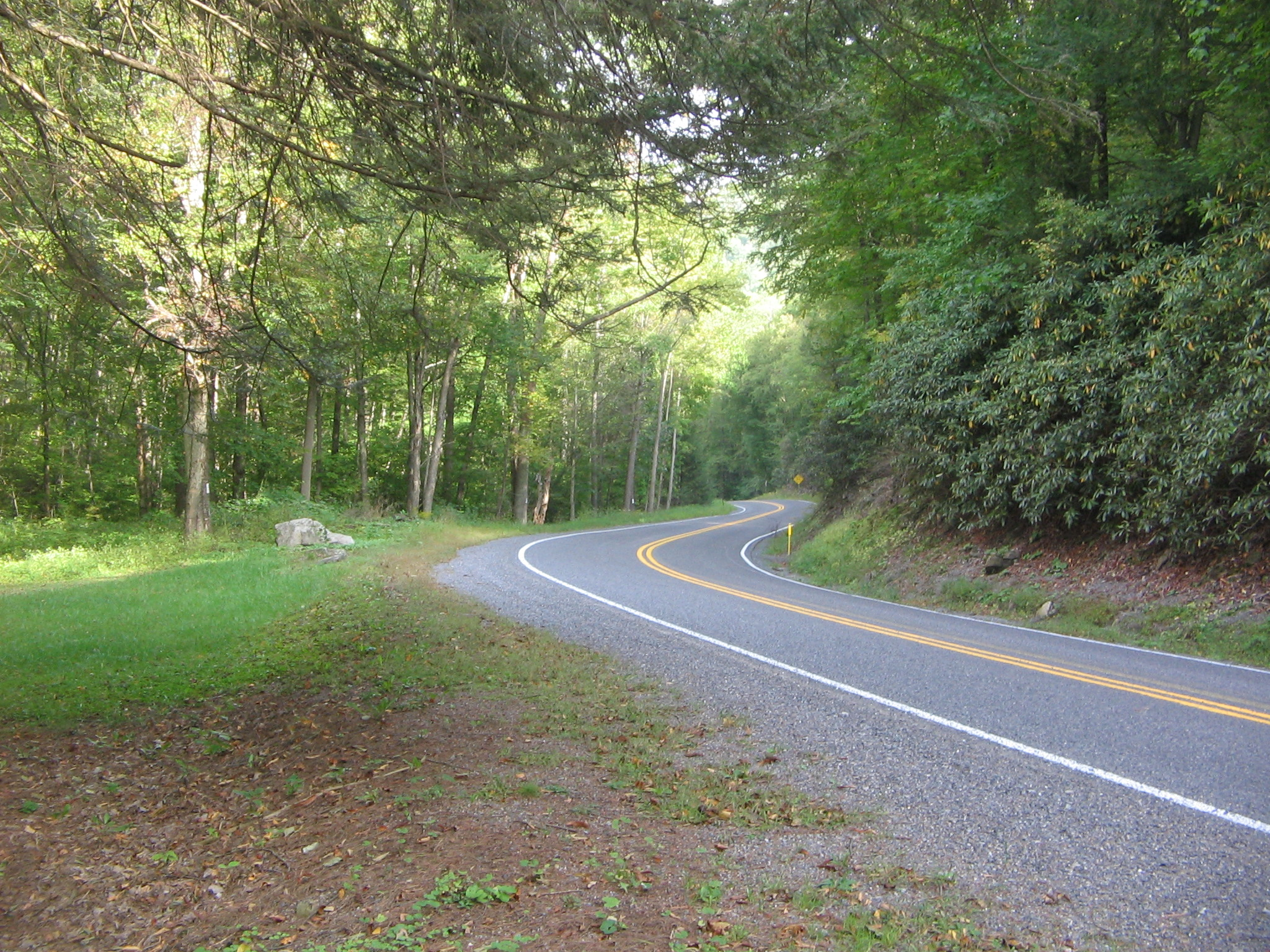
PA 44 in der Cummings Township, Blick vom Upper Pine Bottom State Park.

Der Highway erreicht das Lycoming County im White Deer Valley. In dem Weiler Washington, an der Kreuzung mit der Gap Road, biegt PA 44 nach Norden, bevor sie den südlichen Endpunkt der Pennsylvania Route 554 in Elimsport erreicht; von dieser Kreuzung ab führt der Highway nach Westen.
Westlich des Ortes überquert die Straße die North White Deer Ridge, einen der Bergkämme, welche die Appalachen bilden. Westlich des Kammes kreuzt Pennsylvania Route 44 in Collomsville Pennsylvania Route 654 an deren südlichen Ende. PA 44 führt weiter nach Westen bis zu einem Durchbruchstal, das die Bald Eagle Ridge in der Nähe der Kreuzung mit Pennsylvania Route 880 durchschneidet, von wo aus der Highway nach Norden führt.
Nördlich dieses Durchbruchstales nimmt die Streckenführung wieder ihre westliche Richtung auf und überquert erneut den West Branch Susquehanna River und erreicht Jersey Shore. Innerhalb des Boroughs verläuft PA 44 eine kurze Strecke als Main Street nach Norden hin zum U.S. Highway 220, mit dem sie dann auf etwa fünf Kilometern einen gemeinsamen, aber hinsichtlich der Meilenzählung entgegengesetzten Verlauf hat.
US 220 ist hier als Autobahn ausgebaut und trägt den offiziellen Namen Frank D. Oreilly Highway. Südwestlich der Querung des Pine Creek, trennen sich diese beiden Strecken. PA 44 überquert den Bach erneut und führt an dessen westlichem Ufer weiter nach Norden.
In dem Dorf Tomb schneidet PA 44 den westlichen Endpunkt von Pennsylvania Route 973, und der Highway führt durch die Pine Creek Gorge. In der Nähe von Cummings wendet sich die Strecke nach Westen und kreuzt Pennsylvania Route 414. Der Highway setzt sich fort durch den südlichen Teil des Tiadaghton State Forest. Den Rest des Verlaufes durch das Lycoming County führt Route 44 nach Norden und bildet die Grenze zwischen Lycoming County und Clinton County.

### Potter County und McKean County
PA 44 gelangt durch den Westlichen Teil des Tioga State Forest ins Potter County. An der östlichen Spitze des Susquehannock State Forest, beginnt ein gemeinsamer Streckenabschnitt mit Pennsylvania Route 144; die als malerisch ausgewiesene Straße führt dann auf der Route 144 nach Süden. Nach dem kurzen gemeinsamen Verlauf auf der Pine Hill Road schlägt PA 44 eine nordwestliche Richtung ein und führt durch eine bergigere Landschaft. Dieser Abschnitt der Strecke ist als Cherry Springs Road benannt und führt an vielen Hügeln und Bergen vorbei, darunter Mount Brodhead, Cherry Springs Vista, Kaple Hill und Cochran Hill.
Nördlich dieses bergigen Gebietes biegt PA 44 nach Westen und verläuft konkurrierend mit dem U.S. Highway 6 als Grand Army of the Republic Highway bis nach Coudersport, wo sich beide Straßen trennen; US 6 führt südwärts und PA 44 auf der Main Street nach Norden. Außerhalb von Coudersport trifft PA 44 das westliche Ende von Pennsylvania Route 49.
Die Route führt weiter nach Norden ins Gebiet von Greenman Hill. In Coneville kreuzt PA 44 den westlichen Terminus der Pennsylvania Route 244. Von da aus führt der Highway nach Nordwesten. Er führt für etwa fünf Kilometern durch das McKean County, bevor er an der Staatsgrenze zu New York endet. Die Straße führt in New York zur nur rund einen Kilometer entfernten New York State Route 417.

## Geschichte

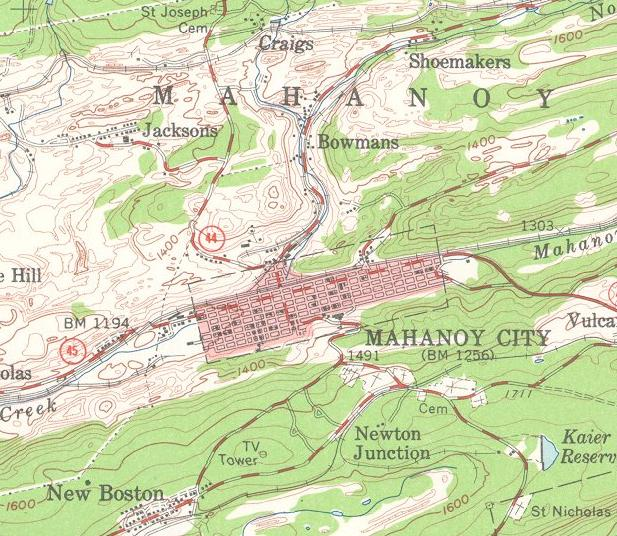
Das frühere östliche Segment führte PA 44 einst nach Mahanoy City.

Als 1927 die Pennsylvania Route 44 in Dienst gestellt wurde, führte der Streckenverlauf vom U.S. Highway 220 in Jersey Shore zur Grenze zwischen New York und Pennsylvania. Nordöstlich von Coudersport zwischen der Pennsylvania Route 49 und der Pennsylvania Route 244 und von der US 6 zur US 220 war die Straße nicht asphaltiert. Zwischen Jersey Shore und Turbotville war PA 44 als Pennsylvania Route 54 ausgewiesen. Zwischen Turbotville und Jerseytown war die Straße die Pennsylvania Route 454. Zwischen Jerseytown und Buckhorn war die heutige Route 44 als Pennsylvania Route 342 nummeriert.
1940 wurde PA 44 ostwärts nach Turbotville verlängert und damit die frühere PA 54 ersetzt. Im Verlauf der 1940er Jahre wurde die Strecke von Coudersport bis zur Staatsgrenze nach New York vollständig asphaltiert. In den 1950er Jahren wurde die Route 44 bis nach Mahanoy City im Schuylkill County verlängert.
1970 wurde die Strecke auf ihren heutigen Verlauf mit dem südlichen Endpunkt in Buckhorn reduziert.

## Kreuzungen
| County                                   | Lage                           | Meile  | gekreuzte Straße                               | Anmerkungen                                          |
| ---------------------------------------- | ------------------------------ | ------ | ---------------------------------------------- | ---------------------------------------------------- |
| Columbia                                 | Buckhorn                       | 0,00   | I-80 / PA 42                                   | Exit 232 (I-80)                                      |
| Columbia                                 | Madison Township               | 6,75   | PA 642                                         | östliches Ende von PA 642                            |
| Columbia                                 | Madison Township               | 7,83   | PA 254                                         |                                                      |
| Montour                                  | Anthony Township               | 16,11  | PA 54 east (Continental Boulevard)             | südlicher Endpunkt der Überlappung                   |
| Northumberland                           | Turbotville                    | 18,61  | PA 54 west                                     | nördlicher Endpunkt der Überlappung                  |
| Northumberland                           | McEwensville                   | 22,75  | Susquehanna Trail                              | früherer US 111                                      |
| Northumberland                           | Watsontown                     | 24,64  | PA 405 south (Dickson Avenue)                  | südlicher Endpunkt der Überlappung                   |
| Northumberland                           | Delaware Township              | 26,92  | PA 405 north                                   | nördlicher Endpunkt der Überlappung                  |
| Union                                    | Allenwood                      | 27,90  | US 15                                          |                                                      |
| Lycoming                                 | Washington Township            | 35,44  | PA 554                                         | südlicher Endpunkt von PA 554                        |
| Lycoming                                 | Limestone Township             | 43,12  | PA 654                                         | westlicher Endpunkt von PA 654                       |
| Lycoming                                 | Limestone Township             | 47,03  | PA 880                                         | nördlicher Endpunkt von PA 880                       |
| Lycoming                                 | Piatt Township                 | 51,49  | US 220 north                                   | Anschlussstelle, südlicher Endpunkt der Überlappung  |
| Clinton                                  | Pine Creek Township            | 54,16  | US 220 south                                   | Anschlussstelle, nördlicher Endpunkt der Überlappung |
| Lycoming                                 | Watson Township                | 59,22  | PA 973                                         | westlicher Endpunkt von PA 973                       |
| Lycoming                                 | Cummings Township              | 66,72  | PA 414                                         | Waterville, westlicher Endpunkt von PA 414           |
| Lycoming                                 | Gallagher Township             | 72,04  | PA 664 (Coudersport Pike)                      | nördlicher Endpunkt von PA 664                       |
| Potter                                   | Stewardson Township            | 96,26  | PA 144 south                                   | südlicher Endpunkt der Überlappung                   |
| Potter                                   | Abbott Township                | 101,59 | PA 144 north                                   | nördlicher Endpunkt der Überlappung                  |
| Potter                                   | Sweden Township                | 120,31 | US 6 east (Grand Army of the Republic Highway) | südlicher Endpunkt der Überlappung                   |
| Potter                                   | Coudersport                    | 122,44 | PA 872                                         | nördlicher Endpunkt von PA 872                       |
| Potter                                   | Coudersport                    | 124,40 | US 6 west (Main Street)                        | nördlicher Endpunkt der Überlappung                  |
| Potter                                   | Eulalia Township               | 127,45 | PA 49                                          | westlicher Endpunkt von PA 49                        |
| Potter                                   | Hebron Township                | 136,07 | PA 244                                         | westlicher Endpunkt von PA 244                       |
| McKean                                   | Bundesstaatsgrenze zu New York | 149,24 | NY 417                                         |                                                      |
| 1,000 mi = 1,609 km; 1,000 km = 0,621 mi |                                |        |                                                |                                                      |

## Belege
1. ↑  overview map of Pennsylvania Route 44; includes topographic view of the route. Google Maps, abgerufen am 19. Juli 2011 (englisch).
2. ↑  Rand McNally & Company (Hrsg.): Motor Carrier’s Road Atlas.  [Karte]. Deluxe Auflage. 2007, ISBN 0-528-90075-7, S. 86, 88, Planquadrat WE12, EH2, EI4, EJ6 (englisch).
3. ↑  Pennsylvania Department of Highways (Hrsg.): Pennsylvania Road Map (middle section).  [Karte]. 1929 (englisch, filebox.vt.edu (Memento des Originals vom 26. Mai 2011 im Internet Archive) [abgerufen am 19. Juli 2011]).  Info: Der Archivlink wurde automatisch eingesetzt und noch nicht geprüft. Bitte prüfe Original- und Archivlink gemäß Anleitung und entferne dann diesen Hinweis.
4. 1 2  Pennsylvania Department of Highways (Hrsg.): Pennsylvania Road Map (front section).  [Karte]. 1930 (englisch, pa.us [PDF; abgerufen am 19. Juli 2011]).  Info: Der Archivlink wurde automatisch eingesetzt und noch nicht geprüft. Bitte prüfe Original- und Archivlink gemäß Anleitung und entferne dann diesen Hinweis.
5. ↑  Pennsylvania Department of Highways (Hrsg.): Pennsylvania Road Map (front section).  [Karte]. 1940 (englisch, pa.us [PDF; abgerufen am 19. Juli 2011]).  Info: Der Archivlink wurde automatisch eingesetzt und noch nicht geprüft. Bitte prüfe Original- und Archivlink gemäß Anleitung und entferne dann diesen Hinweis.
6. ↑  Pennsylvania Department of Highways (Hrsg.): Pennsylvania Road Map (front section).  [Karte]. 1950 (englisch, pa.us [PDF; abgerufen am 19. Juli 2011]).  Info: Der Archivlink wurde automatisch eingesetzt und noch nicht geprüft. Bitte prüfe Original- und Archivlink gemäß Anleitung und entferne dann diesen Hinweis.
7. ↑  Pennsylvania Department of Highways (Hrsg.): Pennsylvania Road Map (front section).  [Karte]. 1970 (englisch, pa.us [PDF; abgerufen am 19. Juli 2011]).  Info: Der Archivlink wurde automatisch eingesetzt und noch nicht geprüft. Bitte prüfe Original- und Archivlink gemäß Anleitung und entferne dann diesen Hinweis.